# Leptynia annaepaulae
Leptynia annaepaulae is een insect uit de orde Phasmatodea en de familie Diapheromeridae. De wetenschappelijke naam van deze soort is voor het eerst geldig gepubliceerd in 2012 door Scali, Milani & Passamonti.
De soort komt voor in het zuiden van Spanje.